# فيجوالايز
فيجوالايز، (بالإنجليزية: Visualize)‏، هو إصدار فيديو لفرقة الروك الإنجليزية ديف ليبارد، وهو عبارة عن تجميعة لفيديوهات ترويجية، ومقابلات وتغطيات للحفلات. نسخة الدي في دي مدمجة مع الإصدار فيديو أرشيف. فاز الفيديو بجائزة اختيار القراء لميتال إيدج عام 1993 كـ«أفضل فيديو منزلي».

## قائمة الأغاني
1. تصريحات وعناوين افتتاحية
2. «روكيت» (فيديو)
3. «سويتش 625» (تقدير لستيف كلارك)
4. مشاريع فردية/صناعة الفيديوهات
5. «ليتس غيت روكد» (فيديو)
6. فيفيان كامبل ينضم لديف ليبارد
7. «ميك لاف لايك أ مان» (فيديو)
8. «آي وانا تاتش يو» (فيديو)
9. «هاف يو إيفر نيدد سام وان سو باد» (فيديو)
10. مقابلات
11. «تونايت» (فيديو)
12. «هيفن إز» (فيديو)
13. المعجبون/الحياة خارج المسرح
14. «ستاند أب (كيك لاف إنتو موشن)» (فيديو)
15. العودة إلى شفيلد
16. «تو ستيبس بيهايند» (مباشر من شفيلد)
17. «لاف بايتس» (مباشر من شفيلد)
18. «فوتوغراف» (مباشر من شفيلد)
19. مستقبل ديف ليبارد